# Амон, Клео
Клео Амон (фр. Cléo Hamon; род. 25 ноября 2001, Кормей-ан-Паризи) — французская фигуристка, выступающая в парном катании с Денисом Стрекалиным. Они являются двукратными чемпионами Франции.

## Биография
Клео Амон родилась 25 ноября 2001 года в Кормей-ан-Паризи. Ее брат Аксель — триатлонист.

## Карьера

### Одиночное катание
Амон начала кататься на коньках в 2006 году. Соревнуясь в женском одиночном разряде, она выиграла серебро на молодёжном уровне на Rooster Cup в апреле 2016 года. На юниорском уровне заняла 13-е место на турнире Golden Bear of Zagreb в октябре 2016 года.

### Переход в пары
В сезоне 2014/2015 годов Амон выступала в паре с Ксавье Вокленом. В марте 2015 года они стали чемпионами Франции на детском уровне.
Также Амон каталась с Брайсом Паницци.

### Партнерство со Стрекалиным

#### Первые сезоны
В августе 2016 года Амон объединился с украинцем Денисом Стрекалиным, пара стала выступать за Францию под руководством Мехди Буззина в Курбевуа. Они дебютировали на международной арене в феврале 2017 года, заняв седьмое место на юниорском уровне на Bavarian Open. В марте они заняли четырнадцатое место на чемпионате мира среди юниоров в Тайбэе.

#### Сезон 2019/2020
Заняв восьмое место на этапе Юниорского Гран-при, Амон / Стреклин дебютировали во взрослой серии «Челленджер», заняв седьмое место на Finlandia Trophy 2019, десятое место на Warsaw Cup 2019 и девятое место на их первом чемпионате Европы. Амон / Стрекалин также впервые выиграли национальный титул среди взрослых. Завершили сезон они на чемпионате мира среди юниоров, где заняли пятое место. Амон / Стрекалин должны были участвовать на чемпионате мира 2020 года в Монреале, но из-за пандемии COVID-19 главный старт сезона был отменён.

#### Сезон 2020/2021
В условиях продолжающейся пандемии Амон / Стрекалин начали новый сезон на Nebelhorn Trophy 2020, где соревновались только фигуристы, тренирующиеся в Европе. Они заняли четвертое место после короткой программы, но затем снялись немцы Минерва Хазе и Нолан Зегерт. В результате Амон и Стрекалин заняли третье место в произвольной программе и выиграли бронзовую медаль.
Амон / Стрекалин должны были дебютировать во взрослом Гран-при сезона 2020/2021 на Internationaux de France 2020, но соревнование было отменено из-за пандемии.
В феврале они выиграли второй подряд национальный титул. Позже в том же месяце они соревновались на International Challenge Cup, заняв пятое место. 1 марта они были включены в сборную Франции на чемпионат мира 2021 года. С суммой 144,84 балла они заняли двадцатое место.

## Результаты
| Соревнование                                                            | 16/17 | 17/18 | 18/19 | 19/20 | 20/21 |
| ----------------------------------------------------------------------- | ----- | ----- | ----- | ----- | ----- |
| Чемпионат мира                                                          |       |       |       | C     | 20    |
| Чемпионат Европы                                                        |       |       |       | 9     |       |
| GP Trophée de France                                                    |       |       |       |       | C     |
| Чемпионат Франции                                                       |       | 2     | 2     | 1     | 1     |
| CS Finlandia Trophy                                                     |       |       |       | 7     |       |
| CS Nebelhorn Trophy                                                     |       |       |       |       | 3     |
| CS Warsaw Cup                                                           |       |       |       | 10    |       |
| Чемпионат мира среди юниоров                                            | 14    | 11    | 9     | 5     |       |
| Чемпионат Франции среди юниоров                                         | 1     | 1     | 1     | 1     |       |
| JGP Австрия                                                             |       |       | 6     |       |       |
| JGP Чехия                                                               |       |       | 5     |       |       |
| JGP Латвия                                                              |       | 8     |       |       |       |
| JGP Польша                                                              |       | 15    |       |       |       |
| JGP США                                                                 |       |       |       | 8     |       |
| TBD = Заявлена на соревнование; WD = Снялась; C = Соревнование отменено |       |       |       |       |       |